# Барбер, Маргарет Фэрлесс
Маргарет Фэрлесс Барбер (англ. Margaret Fairless Barber, 7 мая 1869, Рэстрик, Уэст-Йоркшир — 24 августа 1901, Хэнфилд, Западный Суссекс) — английская христианская писательница, писавшая под псевдонимом Майкл Фэрлесс.

## Биография
Маргарет Барбер родилась в деревне Рэстрик, расположенной рядом с городом Бригхаус в Уэст-Йоркшире (Великобритания). Она была третьей и младшей дочерью в семье. Барбер с детства любила читать и поначалу обучалась на дому под руководством матери Марии Луизы (1831—1890), урожденной Масгрейв, и старших сестёр. Когда её отец, адвокат и археолог-любитель Фэрлесс Барбер, умер в 1881 году, мать не справляясь с тремя дочерьми, отправила Маргарет к родственникам в Торки (Девоншир), где её отдали в местную школу. Именно там начались боли в спине, от которых Маргарет страдала всю оставшуюся жизнь. Позже она вместе с матерью поселилась в городке Бангей (Саффолк).
В 1884 году Барбер переехала в Лондон, чтобы пройти обучение на медсестру в детской больнице. Она продолжала ездить в Торки, чтобы ухаживать за родственниками, а также занималась благотворительностью в Ист-Энде (Лондон). Однако её здоровье, включая зрение, продолжало ухудшаться и сама Маргарет начала нуждаться в уходе. Тревогу родственников вызвал переезд Маргарет в дом интеллигентной семьи Доусонов, которые фактически взяли её под опеку и ухаживали за ней.

### Творчество
Не имея возможности заниматься благотворительностью, Маргарет начала писать под псевдонимом Майкл Фэрлесс. Имя «Майкл» она выбрала в честь друга детства Майкла Макдонелла (1882—1956), впоследствии возглавившего суд Британского мандата в Палестине. Её первой книгой стал роман «Собор брата Хилариуса», вышедший в 1901 году. Однако успех имела другая её книга — «Дорожных дел мастер», которая за 10 лет была переиздана 31 раз.

## Гибель
Под конец жизни, ослабевшая от приступов боли и почти парализованная Маргарет, перестала принимать пищу. Её голодовка продолжалась 9 дней и привела к смерти. Барбер умерла в Хэмфилде (Западный Суссекс) и была похоронена в Эшрасте (Западный Суссекс).

## Книги
Всего Маргарет Барбер выпустила три книги под псевдонимом Майкл Фэрлесс. На русский язык книги Барбер не переводились.
- Собор брата Хилариуса / Gathering of Brother Hilarius (1901)

Религиозная книга о самоотверженности и самопожертвовании обитателей монастыря, которые сталкиваются с разнообразными трудностями. Главными героями являются два брата, которых связывают религиозные обязательства.
- Серые братья и другие фрагменты в стихах и прозе / The Grey Brethren and Other Fragments in Prose and Verse

Сборник рассказов и стихов о различных жизненных ситуациях.
- Дорожных дел мастер / The Roadmender (1932)